# Haralakatte, Belur
Haralakatte là một làng thuộc tehsil Belur, huyện Hassan, bang Karnataka, Ấn Độ.